# 朝見政冨
朝見 政冨（あさみ まさとみ、1926年（大正15年）2月13日 - 2012年（平成24年）12月24日）は、昭和から平成時代の政治家。愛知県尾張旭市長。

## 経歴
愛知県出身。名古屋第一工学校卒業。1949年（昭和24年）春日井郡旭町に奉職し、1963年（昭和38年）収入役、1970年（昭和45年）市制施行、1971年（昭和46年）尾張旭市助役を経て、1985年（昭和60年）同市長に当選した。4期16年市長を務めた。
2012年（平成24年）12月24日、心筋梗塞のため死去した。